# Rei dos Romanos

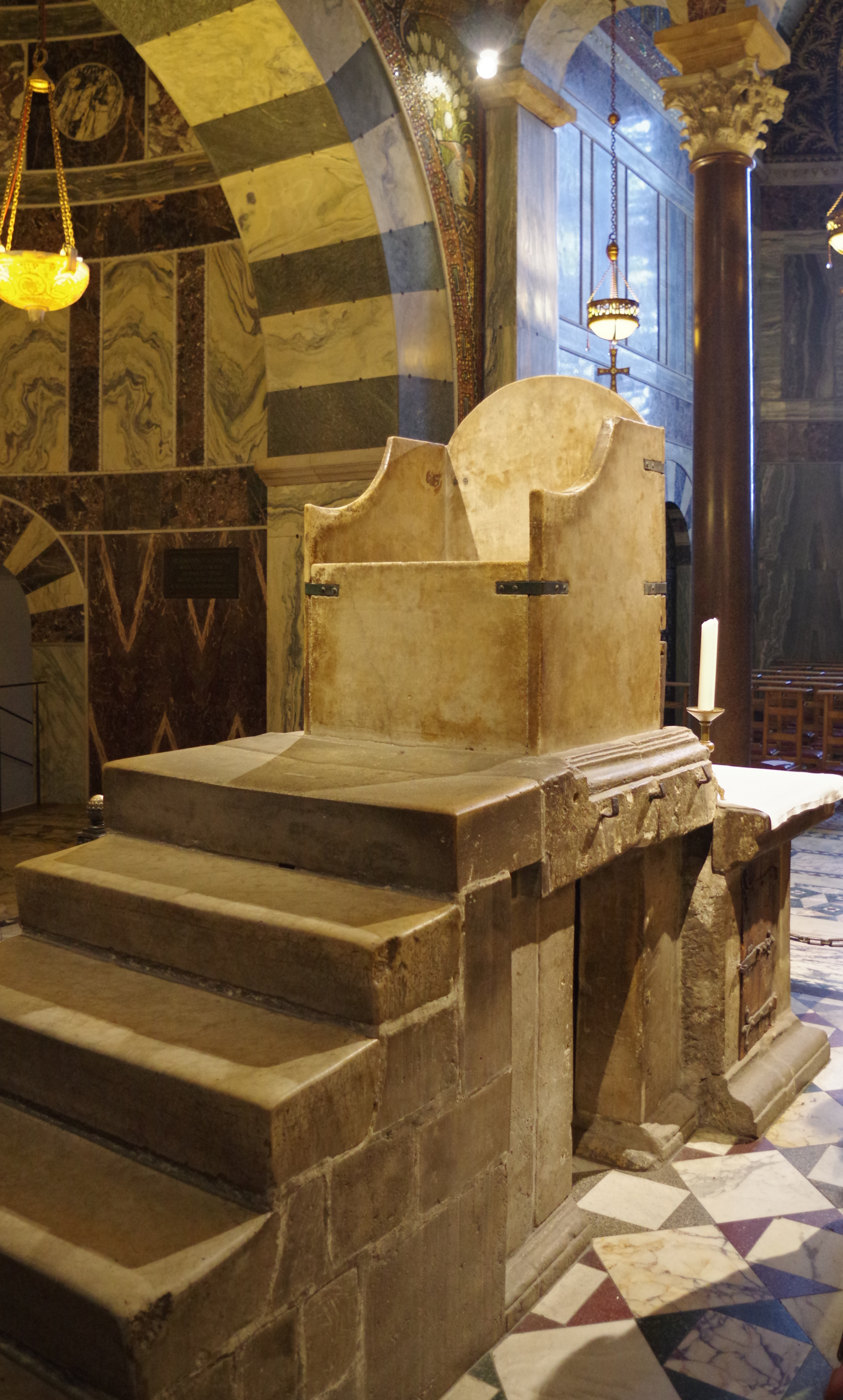
O trono do rei na Catedral de Aachen.

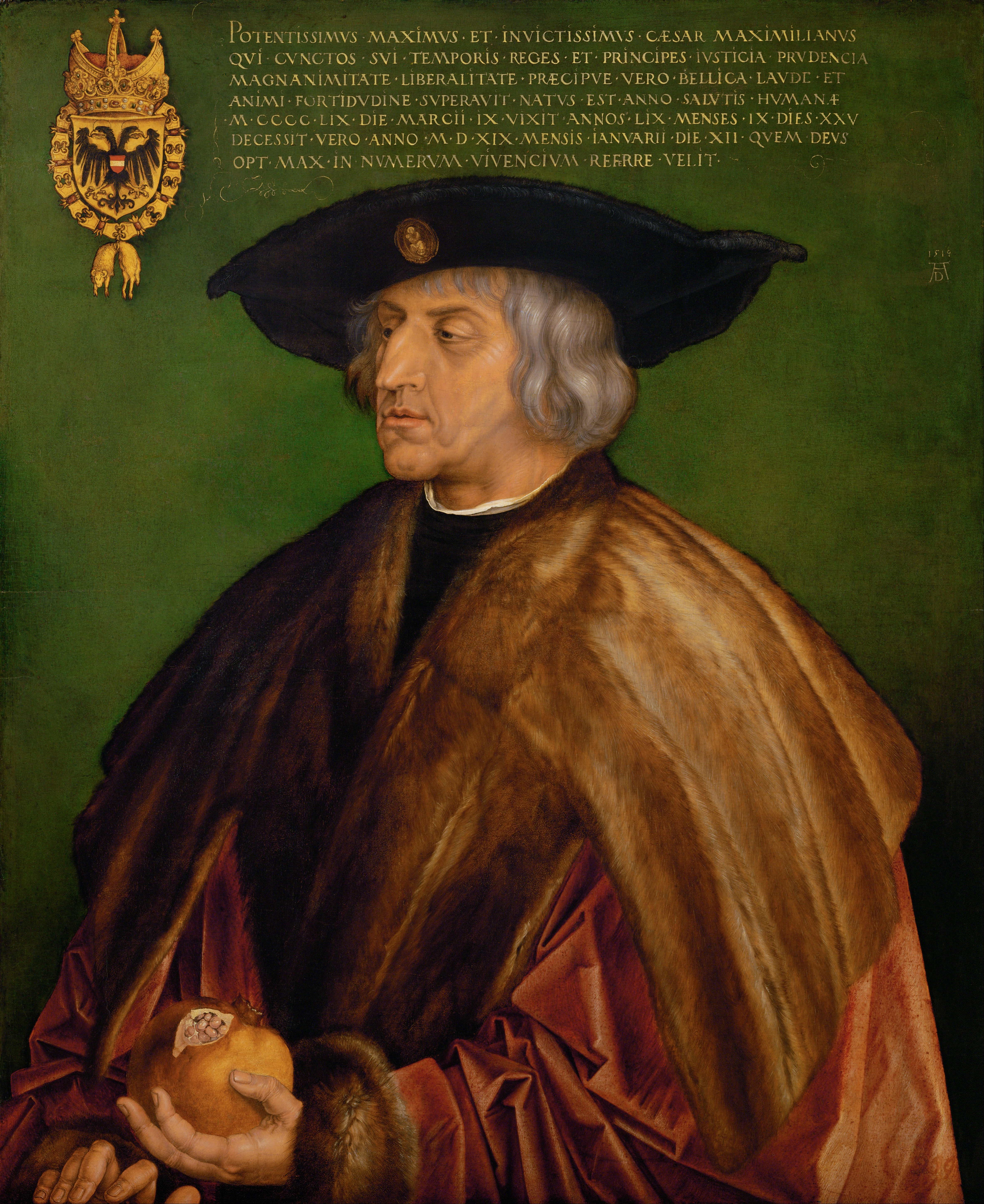
Maximiliano I tornou-se "Rei dos Romanos" quando seu pai Frederico III ainda era vivo. Pintura de Albrecht Dürer, no Kunsthistorisches Museum

Rei dos Romanos — que não deve ser confundido com o título muito mais antigo dos monarcas do Reino de Roma — era um dos títulos utilizados pelos imperadores do Sacro Império Romano-Germânico. Ao ser eleito pelos duques do império como "Rei da Germânia" (ou dos Germanos), o eleito recebia o título de Rex Romanorum, só recebendo o título de "imperador" (Imperator Romanorum) ao ser sagrado pelo papa.
Durante a história do Sacro Império Romano-Germânico, alguns imperadores foram eleitos, mas não sagrados pelo papa, detendo assim apenas o título de "Rei dos Romanos".
Este título também era usado eventualmente pelos príncipes herdeiros. Na verdade, as regras que norteavam a sucessão do imperador do Sacro Império eram confusas e só se estabilizaram nos séculos XV e XVI.